# Eberhard Kiesche

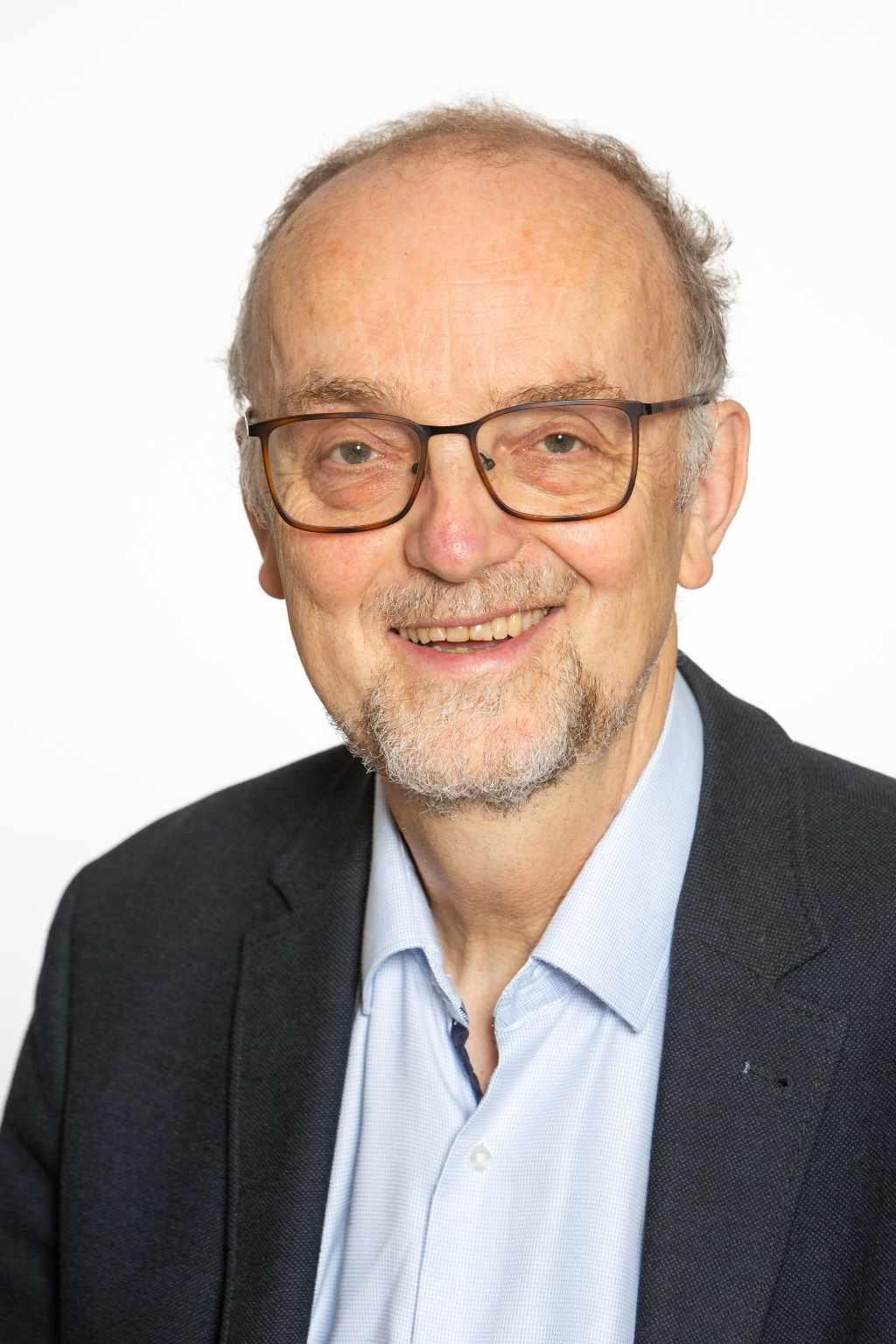
Eberhard Kiesche, 2021

Eberhard Kiesche ist ein deutscher Sozialwirt, Betriebswirt DV und Berater für Datenschutz und Arbeitsschutz.
Kiesche promovierte 1984 in Sozialwissenschaften an der Georg-August-Universität Göttingen. Von 1990 bis 2006 leitete er eine Technologieberatungsstelle für Betriebs- und Personalräte in Oldenburg. Er arbeitet seit Oktober 2006 als selbstständiger Berater. Kiesche hat sich arbeitnehmerorientiert auf die Themen Arbeitszeitgestaltung, Beschäftigtendatenschutz und Gesundheitsschutz und Betriebliches Eingliederungsmanagement (BEM) spezialisiert. Er begleitet bundesweit BEM-Einigungsstellenverfahren und begutachtet und entwickelt BEM-Betriebsvereinbarungen für Betriebs- und Personalräte. Er tritt als Referent auf Seminaren und Tagungen auf. Zudem ist Kiesche als Berater tätig, veröffentlicht Bücher, Urteilsanmerkungen und Aufsätze und verfasst Gutachten. Er schreibt unter anderem für die Zeitschriften Gute Arbeit, Arbeitsrecht im Betrieb, Der Personalrat und Computer und Arbeit des Bund-Verlages, Recht der Datenverarbeitung, sicher ist sicher (Fachzeitschrift für Sicherheitstechnik, Gesundheitsschutz und menschengerechte Arbeitsgestaltung), der betriebsrat (dbr), Betriebsrat und Recht (BRuR), VSSAR – Vierteljahresschrift für Sozial- und Arbeitsrecht, Recht und Praxis der Rehabilitation (RP Reha), Arbeitsschutz in Recht und Praxis (ARP) und Publikationen der Hans-Böckler-Stiftung.
Eberhard Kiesche lebt in Bremen.

## Schriften
- Politik und die Idee des Rechts - eine vergleichende Darstellung der politischen Philosophien Rousseaus und Kants. Hochschulschrift. 1983, OCLC 720707500.
- Mojmir Križan, Eberhard Kiesche: Diktatur über die Bedürfnisse : die Kritik der "Budapester Schule" an osteuropäischen Gesellschaftssystemen. In: Aus Politik und Zeitgeschichte. Band 31, 1985, OCLC 601767663.
- Beteiligung in DV-Projekten. In: BTQ-Rundbrief. Nr. 3. Beratungsstelle für Technologiefolgen und Qualifizierung (BTQ) im Bildungswerk der DAG im Lande Niedersachsen, Oldenburg 1992, OCLC 257994493.
- Digitale Telefonanlagen in Betrieben und Verwaltung : Arbeitgeberinteressen, Folgen für die Beschäftigten und Handlungsmöglichkeiten der Interessenvertretungen. In: Technischer Wandel in der Arbeitswelt. Nr. 2. Beratungsstelle für Technologiefolgen und Qualifizierung, Oldenburg 1992, OCLC 257919266.
- PC-Einsatz und Datenschutz. In: Technischer Wandel in der Arbeitswelt. Nr. 6. BTQ Niedersachsen, Oldenburg 1992, OCLC 256768547.
- Gesundheitszirkel : der Königsweg der betrieblichen Gesundheitsförderung? In: Neue Managementkonzepte kritisch betrachtet. Nr. 2. BTQ Niedersachsen, Oldenburg 1993, OCLC 258271585.
- Arbeitszeiten gesundheitsverträglich gestalten : aktuelle arbeitswissenschaftliche Erkenntnisse. Wortwechsel, Kaufungen 2008, ISBN 978-3-935663-22-9.
- Eberhard Kiesche, Matthias Wilke: Neue Überwachungsformen in Call Centern. In: Computer und Arbeit (CuA). Nr. 4, 2012, S. 5 ff.
- Betriebliches Gesundheitsmanagement. Bund-Verlag, Frankfurt am Main 2013, ISBN 978-3-7663-6274-2.
- Eberhard Kiesche, Detlev Sachse, Wolfgang Däubler: SAP® kompakt für den Betriebsrat: Verstehen, mitbestimmen und am System prüfen. Hrsg.: Matthias Wilke. Bund-Verlag, Frankfurt am Main 2013, ISBN 978-3-7663-6286-5.
- Leitfaden fürs Datenschutzmanagement. In: Computer und Arbeit (CuA). Nr. 4, 2019, S. 28 ff.
- Eberhard Kiesche, Wolfhard Kohte: Arbeits- und Gesundheitsschutz in Zeiten von Corona : Der Leitfaden für Betriebe und Beschäftigte. C.H. Beck, München 2020, ISBN 978-3-406-75831-7.
- Rechtssicheres Homeoffice und Arbeitsschutz. In: Arbeitsschutz in Recht und Praxis (ARP). 2021, S. 210.
- Eberhard Kiesche, Peter R. Horak, Wolfhard Kohte, Ina Riechert: Das Betriebliche Eingliederungsmanagement : 25 Praxisbeispiele. Hrsg.: Regina Richter. W. Bertelsmann, Bielefeld 2022, ISBN 978-3-7639-7154-1.
- Führen Datenschutzverstöße zu einem fehlerhaften und somit nicht ordnungsgemäßen BEM? In: jurisPR-ArbR. Nr. 14, 2022 (Anm. 6).
- Leitfaden für eine mitbestimmte BEM-Verfahrensordnung. In: Betriebsrat und Recht (BRuR). 2022, S. 103 ff.
- Werkbuch BEM  – Betriebliches Eingliederungsmanagement. Hrsg.: Werner Feldes, Mathilde Niehaus, Ulrich Faber. 2. Auflage. Bund-Verlag, Frankfurt am Main. 2021, ISBN 978-3-7663-7087-7.
- Betriebliches Eingliederungsmanagement (BEM) und Datenschutz: Ein Update. In: Sarah Gehrig, Stephan Köchling, Stefan Poppelreuter (Hrsg.): Arbeitsschutz besser managen. 22. aktualisierte Lieferung. Köln 2022, ISBN 978-3-7406-0725-8.
- Wolfhard Kohte, Eberhard Kiesche: HK-ArbSchR/Kohte/Kiesche §§ 2-7,8, 9, 10, 11 ASiG. 3. Auflage. Baden-Baden 2023.
- Uli Faber, Eberhard Kiesche: Syst. C. Arbeitsschutz bei Arbeitnehmerüberlassung (Rn. 1-19.1). In: Michael Winkelmüller, Sebastian Felz, Marcus Hussing (Hrsg.): BeckOK Arbeitsschutzrecht. 14. Edition. C. H. Beck, München 2023.